# Шевченко (Братский район)
Шевченко (укр. Шевченко) — село в Братском районе Николаевской области Украины.
Основано в 1924 году. Население по переписи 2001 года составляло 402 человек. Почтовый индекс — 55470. Телефонный код — 5131. Занимает площадь 0,633 км².

## Местный совет
55470, Николаевская обл., Братский р-н, с. Шевченко, ул. Шевченка, 31